# La Servante (film, 1960)
Pour les articles homonymes, voir La Servante.
Pour plus de détails, voir Fiche technique et Distribution.
La Servante (hangeul : 하녀 ; hanja : 下女 ; RR : Hanyeo ; MR : Hanyŏ ; litt. « Femme de ménage ») est un film sud-coréen écrit et réalisé par Kim Ki-young, sorti en 1960.
Ce film a fait l'objet d'une nouvelle version intitulée The Housemaid, réalisée par Im Sang-soo et sortie en 2010.

## Synopsis
Professeur de piano, Kim Dong-sik enseigne la musique aux jeunes ouvrières d'un atelier de tissage. Avec sa petite famille, celui-ci ne va pas tarder à emménager dans une plus grande maison, et, pour soulager sa femme des travaux domestiques, cherche à employer une servante. Une de ses élèves lui présente alors Myeong-sook, jeune fille un peu simplette mais courageuse, qui ne tarde pas à montrer un comportement trouble et ambigu une fois intégrée dans la maison. Folle amoureuse de Kim Donk-sik, cette dernière va alors s'adonner à un petit jeu démoniaque promis à détruire cette famille banale et sans histoire…

## Fiche technique
Sauf indication contraire, les informations mentionnées dans cette section peuvent être confirmées par la base de données cinématographiques IMDb,  présente dans la section « Liens externes ».
- Titre original : 하녀, Hanyeo
- Titre du film : La Servante
- Réalisation et scénario : Kim Ki-young
- Musique : Han Sang-gi
- Directeur artistique : Park Seok-in
- Photographie : Kim Deok-jin
- Montage : Oh Young-keun
- Production : Kim Young-cheol
- Société de production : Korean Munye Films Co. Ltd.
- Société de distribution : n/a
- Pays de production :  Corée du Sud
- Langue originale : coréen
- Format : noir et blanc - 35 mm - 1.66
- Genre : Drame psychologique
- Durée : 108 minutes
- Dates de sortie :
  - Corée du Sud : 3 novembre 1960
  - France : 15 août 2012 (reprise, version restaurée inédite)

## Distribution
- Lee Eun-shim : Myeong-sook, la servante
- Kim Jin-kyu : Kim Dong-sik, le professeur de piano
- Joo Jung-nyeo : la femme de Kim Dong-sik
- Eom Aeng-ran : Cho Gyeong-hee, l'ouvrière et élève de Kim
- Ahn Sung-ki : Chang-soon, le fils
- Ko Seon-ae : Ae-soon, la fille

## Production
Le tournage a lieu à Séoul.

## Accueil

### Critique
Pour le quotidien Le Monde, le film est d'une « immense beauté formelle. ».
Le magazine Première dit que « au-delà de son contexte historique, le film conserve une force intemporelle qui justifie à la fois sa réputation et la restauration dont il a été l'objet », point sur lequel il est rejoint par le critique d'Excessif : Rarissime, ce joyau a été restauré et sa découverte peut inciter à découvrir la filmographie d'un cinéaste méconnu qui a payé sa prise de risque et osait un mélange des genres très surprenant et audacieux pour l'époque.
Selon Les Fiches du cinéma, "le film est à l'Asie ce que Psychose est à l'Occident : la pierre fondatrice du cinéma d'épouvante.
Enfin, pour Charlie Hebdo, il s'agit là d'un « huis clos étouffant dominé par une femme perverse qui, avec sa longue chevelure ébène, préfigure ces fantômes asiatiques popularisés par Ring ».
La Servante est le meilleur film coréen de tous les temps selon une liste établie en 2014 par la Korea Film Archive. C'est aussi l'un des films qui ont le plus influencé le cinéaste Bong Joon-ho,, qui a notamment repris dans Parasite le thème de l'infiltration des serviteurs dans une famille plus riche ainsi que celui de l'escalier.

## Restauration
Le négatif original est découvert en 1982, mais les bobines 5 et 8 sont manquantes. En 1990, une copie originale comportant des sous-titres anglais écrits à la main est retrouvée et utilisée pour compléter la copie originale. En 2008, la World Cinema Foundation décide de restaurer le film. Pour restaurer le film, il a fallu travailler à partir de bobines sous-titrées en anglais. Le travail a consisté à éliminer les sous-titres et reconstituer l'image cachée par les sous-titres,,.

## Analyse

### Contexte
Pour le critique Hubert Niogret, le film doit absolument être replacé dans le contexte politique de son époque. Peu avant sa sortie, le dictateur Park Chung-Hee arrive au pouvoir en Corée du Sud à la suite d'un coup d'État, et installe un régime militaire qui, au prétexte de moraliser la vie publique, met en place une politique de répression.
C'est lors de la seule et unique année de liberté d'expression ayant eu lieu dans le pays entre 1948 (date de sa création) et 1987 (date des premières élections libres) que La Servante parut dans les salles.
Selon Thomas Sotinel, critique, « la nécessité d'exprimer tout ce qui avait été refoulé pendant la guerre et la dictature explique sans doute en partie l'incroyable violence du film. Celle-ci tient aussi au caractère provocateur de son réalisateur, Kim Ki-young. (…) Sans vouloir se risquer à la psychanalyse de toute une nation, les séquelles de la guerre ne sont pas étrangères au climat délétère qui règne de bout en bout ».

### Scénario
Clément Graminiès, critique sur le site Critikat.com, remarque que le scénario est très classique : Un étranger, la servante, est introduit dans le quotidien d'une famille apparemment structurée et y introduit ou y révèle le désordre.

### Mise en scène
Clément Graminiès souligne que Kim Ki-young multiplie les zooms suivis de fondus enchaînés pour précipiter la fin de chaque plan et montrer ainsi le caractère inéluctable de la destinée des personnages.
Par ailleurs, il remarque que le réalisateur choisit souvent des plans en contreplongée pour « écraser » les personnages et rendre le cadre « étouffant ».
La narration est rythmée par les scènes d'orage, qui font ruisseler l'eau sur les vitres, par les mouvements des portes à glissière, par le bruit de la machine à coudre de la maitresse de maison et le son du piano.

### Interprétations
« On peut voir dans la trilogie de La Servante, constituée en fait de quatre films - le film originel de 1960, Woman of Fire (1971), The Insect Woman (1972), The Insect Woman 82 - une mise à mort symbolique du père, de sa déchéance, dans un pays dominé par la corruption puis la dictature », écrit-il plus loin.
La Servante peut, aussi, être envisagé comme l'illustration d'un triple conflit : entre tradition et modernité, entre ville et campagne, ou plus encore entre classes plébéiennes et petite-bourgeoisie. « La servante, « la femme fatale », est originaire de la campagne et reflète en cela son époque. [...] Dans un pays profondément rural, qui n'a pas encore connu la révolution des hautes technologies, les jeunes migrantes ne trouvent pas d'emploi dans les usines, qui sont rares » et ne peuvent guère qu'être servantes, prostituées ou occuper - au mieux - des emplois de service, fait remarquer Hubert Niogret.
Kim Ki-young rassemble les éléments d'un mélodrame qu'il « fait peu à peu glisser vers le film d'horreur, par la violence des situations et des rapports entre les personnages, l'extrémité des conduites mises en mouvement par la jeune servante qui devient la manipulatrice de la maison. L'ascension sociale dont rêve la servante s'effectue par la séduction : celle du maître de maison. Tout s'exprime dans un décor presque unique (un huis clos) sur deux étages. […] L'escalier qui relie les deux niveaux exprime à la fois le désir d'ascension et la peur de chuter. »
Autre point de vue exprimé par Kim Dong-ho, responsable du Festival international du film de Pusan (Corée du Sud) : « La Servante constitue une plongée dans la société coréenne d'après-guerre et une étude plus universelle sur la soif de pouvoir. » Le film se concentre sur le conflit entre trois femmes - la servante, l'épouse et l'ouvrière qui étudie le piano auprès du maître de maison. « Toutes les trois luttent pour la possession d'un homme au statut social intéressant. […] Le personnage masculin est un truchement par lequel les personnages féminins satisfont leurs désirs bourgeois, ou simplement l'objet de leur désir sexuel. Privé de sa volonté de faire des choix ou de résoudre des problèmes, l'homme incarne la vision du cinéaste, celle d'un être à la masculinité plombée par l'inertie, contrastant avec une féminité incarnée par une volonté farouche de suivre ses désirs ».

## Autour du film
The Housemaid réalisé par Im Sang-soo en 2010 est un remake de La Servante.